# Station Upwey
Upwey is een spoorwegstation van National Rail in Weymouth and Portland in Engeland. Het station is eigendom van Network Rail en wordt beheerd door South Western Railway. 